# Престиж (фильм)
«Прести́ж» (англ. The Prestige) — психологический триллер 2006 года, пятый полнометражный фильм, снятый Кристофером Ноланом, который написал фильм в соавторстве с Джонатаном Ноланом и основанный на романе Кристофера Приста 1995 года. В главных ролях Хью Джекман в роли Роберта Энджера и Кристиан Бейл в роли Альфреда Бордена, соперничающих фокусников в викторианском Лондоне, которые враждуют из-за идеальной иллюзии телепортации.
В актёрском составе также присутствуют Майкл Кейн, Скарлетт Йоханссон, Ребекка Холл, Энди Серкис и Дэвид Боуи в роли Николы Теслы. Фильм воссоединяет Нолана с актёрами Бейлом и Кейном из «Бэтмен: Начало» и возвращающимися оператором Уолли Пфистером, художником-постановщиком Нэйтаном Кроули и редактором Ли Смитом.
Фильм «Престиж» был выпущен 20 октября 2006 года, получил положительные отзывы и собрал 109 миллионов долларов по всему миру при производственном бюджете в 40 миллионов долларов. Он получил номинации на премию «Оскар» за лучшую работу художника-постановщика и лучшую операторскую работу.

## Сюжет
Сюжет популярного романа Кристофера Приста существенно переработан братом режиссёра Джонатаном Ноланом. История не рассказывается последовательно, а подаётся в виде нескольких слоев ретроспекций («флешбэков») главных героев.
Фокусник Альфред Борден (Кристиан Бейл) осуждён за убийство Роберта Энджиера (Хью Джекман), своего соперника. Оба работали ассистентами у «Иллюзиониста Милтона» (Рики Джей) и инженера Джона Каттера (Майкл Кейн).
Джулия (Пайпер Перабо), жена Энджиера, утонула, исполняя опасный трюк с погружением в воду, и Энджиер винит Бордена, который утверждает, что не знает, правильным ли узлом он связал её. Оба становятся ожесточёнными конкурентами, срывая выступления друг друга.
При этом Борден выступает под псевдонимом «Профессор», с загадочным инженером Бернардом Фелоном, в то время как Энджиер стал «Великим Дантоном» с милой и красивой ассистенткой Оливией Уэнскомб (Скарлетт Йоханссон) и помощником Каттером. Между ними начинается противостояние, которое перерастает из профессионального соперничества в личную вражду. Энджиер саботирует трюк Бордена по ловле пули, в результате чего Борден теряет два пальца. Затем Борден рушит выступление Энджиера по исчезновению птицы в клетке, раня зрителя и убивая птицу, чем наносит ущерб репутации Энджиера.
Вскоре Борден начинает представлять впечатляющий трюк под названием «Перемещение человека», где он входит в одну дверь и мгновением позже выходит через другую, на другом краю сцены, успевая поймать брошенный перед заходом мяч. Энджиер и инженер Каттер спорят о том, как он это делает. Каттер настаивает, что Борден использует двойника, но Энджиер отказывается с этим соглашаться, уверяя, что всё намного сложнее. Энджиер начинает исполнять собственную версию этого трюка, используя похожего на него безработного актёра Рута (также Хью Джекман). Номер получается, но Энджеру приходится находиться под сценой, пока Рут наслаждается аплодисментами.
Энджиер посылает Оливию раскрыть секрет Бордена, но она устала от его одержимости и предаёт его, перейдя на сторону Бордена, с которым у неё начинается роман. Затем она приносит Энджиеру закодированный дневник Бордена, который якобы содержит секрет его трюка. Энджиер и Каттер похищают Фелона, чтобы заставить Бордена дать им ключ от шифра его дневника. Узнав, что ключевым словом является «Тесла», Энджиер отправляется в Колорадо-Спрингс, чтобы встретиться с Николой Теслой (Дэвид Боуи) и нанять его для постройки телепортирующей машины.
Между тем брак Бордена рушится из-за его одержимости работой и противостоянием Энджиеру, а после очередной ссоры с мужем жена Альфреда, Сара, совершает самоубийство. Оливия уходит от Бордена, увидев в нём равнодушие к погибшей жене и ту же одержимость, что и у Энджиера.
Энджиер заканчивает расшифровку дневника Бордена и обнаруживает, что это подделка, специально отданная Оливии для него. Когда испытание машины Тесла заканчивается неудачей, Энджиер обвиняет того в хищении его денег в пользу других экспериментов. Тем не менее он и Тесла скоро обнаруживают, что машина работает, но не как телепорт. Вместо этого она создаёт копию объекта на некотором расстоянии (так были созданы копия чёрного кота и множество копий цилиндра Энджиера, обнаруженных рядом с домом Теслы).
Энджиер возвращается в Лондон, завораживая зрителей трюком, который он назвал «Настоящее перемещение человека», исчезая в машине и появляясь в задней части зала. В действительности машина создаёт его копию, а второй Энджиер остаётся в машине, падает через люк под сцену и тонет в цистерне с водой, которая затем убирается слепыми помощниками. При этом Энджиер не всегда уверен, что при перемещении он переместится, а не останется в машине, поэтому каждый номер был для него большим пугающим испытанием.
Борден увидел, как Энджиер тонет, пока шпионил за кулисами, и попытался его спасти, но был пойман и осуждён за убийство (начальная сцена фильма). В тюрьме Бордена посещает агент Лорда Колдлоу, который предлагает уход за его дочерью Джесс в обмен на секреты его трюков. Борден получает дневник Энджиера, в конце которого автор обращается к нему, находящемуся в тюрьме и ожидающему смертной казни за его убийство. Так Борден осознаёт, что осуждение было подстроено, и каждое представление Энджиер ждал его визита за кулисы. Когда Лорд Колдлоу прибывает, чтобы забрать секреты, Борден обнаруживает, что он и есть Энджиер. Борден пытается отдать секреты своих трюков, но Колдлоу просто рвёт бумагу и уходит с Джесс, решив стать её воспитателем и тем самым максимально отомстить Бордену за жену. В последнем визите Борден говорит Фелону, чтобы тот жил за них обоих, затем следует казнь Бордена.
Каттер узнаёт, что Колдлоу купил все трюки Энджиера, включая машину, и навещает его, чтобы сказать, что машину надо уничтожить. По прибытии он узнаёт, что Колдлоу и есть живой Энджиер, и что смерть Бордена была спланирована. Он проникается презрением к Роберту, но соглашается вместе с ним уничтожить машину. Затем они ещё раз встречаются в театре Колдлоу, куда он перенёс машину. На пути назад он встречает Фелона, который входит и стреляет в Колдлоу. Фелон (он же Альфред Борден) появляется без грима и говорит умирающему Колдлоу, что он и повешенный Фредерик Борден были братьями-близнецами, которые притворялись одним человеком под псевдонимом «Альфред» и делили одну судьбу на двоих, любили обеих женщин. «Я любил Сару, он любил Оливию, у каждого из нас было по половине жизни, и нам этого вполне хватало, но не им».
Альфред оставляет Колдлоу умирать, пока огонь уничтожает здание. Повторяется первая сцена фильма, где фокусник (теперь становится понятно, что это Каттер) показывает маленькой девочке (Джесс) фокус с исчезновением птицы. В этот раз сцена продолжается тем, что приходит Альфред и забирает свою дочь. В последнюю секунду видно, что вокруг умирающего Энджиера стоят стеклянные баки с водой с его утонувшими копиями.

## В ролях
| Актёр              | Роль                                                                |
| ------------------ | ------------------------------------------------------------------- |
| Хью Джекман        | лорд Роберт Колдлоу / Роберт Энджиер (Великий Дантон); Джеральд Рут |
| Кристиан Бейл      | Альфред Борден (Профессор); Бернард Фелон                           |
| Майкл Кейн         | Джон Каттер                                                         |
| Скарлетт Йоханссон | Оливия Уэнском                                                      |
| Ребекка Холл       | Сара Борден                                                         |
| Энди Сёркис        | мистер Элли                                                         |
| Пайпер Перабо      | Джулия Маккаллох                                                    |
| Дэвид Боуи         | Никола Тесла                                                        |
| Джейми Харрис      | угрюмый надзиратель                                                 |

## Музыка
Музыку для фильма «Престиж» написал английский музыкант и композитор Дэвид Джулиан. Джулиан и ранее сотрудничал с режиссёром фильма, Кристофером Ноланом, в фильмах «Помни» и «Бессонница».
Как и фильм, саундтрек был разделен на три части: «Наживка», «Превращение» и «Престиж».
Некоторые критики были разочарованы музыкой к фильму, признавая, что она хорошо сочеталась с фильмом, но не могла быть самостоятельным альбомом.
Рецензент Джонатан Джарри с портала SoundtrackNet назвал саундтрек «просто функциональным» (англ. merely functional), создающим атмосферу страха, но нисколько не захватывающим. Хотя рецензент был заинтересован в идее музыкального сопровождения фильма, Джарри посчитал, что исполнение было «чрезвычайно разочаровывающим» (англ. extremely disappointing).
Кристофер Коулман с портала Tracksounds высказал мнение, что, хотя музыка была «хорошо сделанным музыкальным рядом», но была полностью поглощена самим фильмом и стала совершенно незаметной. Кристиан Клемменсен с Filmtracks рекомендовал саундтрек тем, кто интересуется творчеством Дэвида Джулиана в киноиндустрии, и отметил, что он не для тех, кто ожидал найти «в музыкальном сопровождении какое-либо подобие интеллекта или чар, соответствующее сюжету фильма» (англ. any semblance of intellect or enchantment in the score to match the story of the film). Клемменсен назвал саундтрек фильма безжизненным, «построенным на основе упрощённых аккордов струнных и скучных электронных звуках» (англ. constructed on a bed of simplistic string chords and dull electronic soundscapes).
Во время завершающих титров звучит песня Тома Йорка «Analyse».
| №   | Название                              | Длительность |
| --- | ------------------------------------- | ------------ |
| 1.  | «Are You Watching Closely?»           | 1:51         |
| 2.  | «Colorado Springs»                    | 4:15         |
| 3.  | «The Light Field»                     | 1:50         |
| 4.  | «Borden Meets Sarah»                  | 2:11         |
| 5.  | «Adagio for Julia»                    | 2:03         |
| 6.  | «A New Trick»                         | 4:29         |
| 7.  | «The Journal»                         | 2:55         |
| 8.  | «The Transported Man»                 | 2:36         |
| 9.  | «No, Not Today»                       | 2:31         |
| 10. | «Caught»                              | 1:39         |
| 11. | «Cutter Returns»                      | 2:13         |
| 12. | «The Real Transported Man»            | 2:28         |
| 13. | «Man's Reach Exceeds His Imagination» | 2:08         |
| 14. | «Goodbye to Jess»                     | 2:53         |
| 15. | «Sacrifice»                           | 5:15         |
| 16. | «The Price of a Good Trick»           | 5:05         |
| 17. | «The Prestige»                        | 1:40         |
| 18. | «The Tesla»                           | 1:30         |

## Релиз
- Премьера фильма состоялась 17 октября 2006 года на кинофестивале в Риме (Rome Film Fest)
- Прокат фильма «Престиж» в США начался 20 октября 2006 года.
- Прокат в Великобритании — 10 ноября 2006 года.
- Прокат в России — 18 января 2007 года.

## Награды и номинации
| Премия   | Категория                            | Номинант                      | Результат |
| -------- | ------------------------------------ | ----------------------------- | --------- |
| «Оскар»  | Лучшая операторская работа           | Уолли Пфистер                 | Номинация |
| «Оскар»  | Лучшая работа художника-постановщика | Нэйтан Краули, Джули Очипинти | Номинация |
| «Сатурн» | Лучший научно-фантастический фильм   |                               | Номинация |
| «Сатурн» | Лучший дизайн костюмов               | Джоан Бергин                  | Номинация |

## Выпуск на Blu-ray и DVD форматах
В первом регионе релизом занималась компания Buena Vista Home Entertainment, и фильм был выпущен 20 февраля 2007 года, и стал доступен на DVD и BD форматах. Warner Bros выпустила DVD издания во втором регионе 12 марта 2007 года. Фильм также стал доступен в BD и в без региональном HD DVD формате в Европе (до того, как HD DVD формат был отменён). Специальные материалы, включая документальный фильм «Дневник режиссёра: Престиж — Пять короткометражек о создании» (англ. Director’s Notebook: The Prestige – Five Making-of Featurettes), примерный хронометраж которых равен двадцати минутам, художественная галерея и трейлеры. Нолан не хотел добавлять комментарии к фильму, поскольку он хотел, чтобы при просмотре зритель полагался на собственную реакцию. Он хотел, чтобы комментарии не раскрывали тайн фильма.